# Manuela Maleeva
Manuela Maleeva (bulgarisch Мануела Георгиева Малеева, wiss. Transliteration Manuela Georgieva Maleeva; * 14. Februar 1967 in Sofia) ist eine ehemalige bulgarische Tennisspielerin, die ab 1990 für die Schweiz spielte.
Sie war von 1982 bis 1994 Tennisprofi und eine der erfolgreichsten Spielerinnen der 1980er Jahre. Sie gewann in ihrer Karriere 19 Einzeltitel auf der WTA Tour. Sie heiratete 1987 den Schweizer François Fragnière und trat dann 1991 im Fed Cup erstmals für die Schweiz an, im Jahr darauf auch bei den Olympischen Spielen in Barcelona.

## Leben
Manuela Maleeva ist die älteste Tochter von Julia Berberjan und Georgi Maleev. Ihre Mutter war die beste bulgarische Tennisspielerin der 1960er Jahre. Alle drei Töchter erreichten die Top 10 der Weltrangliste und brachen mehrere Rekorde. So wurden alle drei in den Top 15 geführt. 1993 gehörten sie bei den Australian Open, den French Open und in Wimbledon alle gleichzeitig zu den 16 gesetzten Spielerinnen. Bei den French Open schrieben sie Grand-Slam-Geschichte, als sie 1993 geschlossen das Achtelfinale erreichten.
Manuela war die erfolgreichste des Trios. Sie schaffte es bis auf Position 3 der Welt, die jüngste Schwester Magdalena wurde als Nummer 4 notiert und Katerina erreichte ihr bestes Ranking mit Position 6. Die drei Schwestern wurden allesamt von ihrer Mutter gecoacht.
Manuela Maleeva-Fragnière lebt mit ihrem Mann und ihren drei Kindern an der Waadtländer Riviera.
Bei den bulgarischen Parlamentswahlen engagiert sie sich für das Wahlbündnis Demokratisches Bulgarien.

## Karriere
Maleeva gewann 1982 die French Open bei den Juniorinnen und wurde noch im selben Jahr Profi. Zwei Jahre später war sie schon unter den Top Ten der WTA-Weltrangliste. In der Saison 1984 gewann sie sieben Titel, nach ihrem Sieg in Indianapolis kletterte sie in der Rangliste auf Platz 3. Bis 1992 gehörte sie ununterbrochen zu den zehn besten Spielerinnen der Welt.
Ihren einzigen Grand-Slam-Titel gewann sie 1984 mit Tom Gullikson im Mixed bei den US Open. Bei den Olympischen Spielen 1988 gewann sie die Bronzemedaille im Einzel. Ihre größten Erfolge feierte sie 1992 und 1993 bei den US Open, als sie jeweils das Halbfinale erreichte. 1992 besiegte sie zuvor ihre Schwester Magdalena im Viertelfinale. 1993 verlor sie das Halbfinale in drei Sätzen gegen Steffi Graf.
Den wertvollsten Titel gewann sie 1993 in Zürich mit einem Finalsieg über Martina Navrátilová, die sie damit bereits zum dritten Mal besiegen konnte. Außerdem hat sie Siege über Chris Evert, Gabriela Sabatini, Mary Joe Fernández, Arantxa Sánchez Vicario, Jana Novotná und Zina Garrison zu Buche stehen.
Manuela Maleeva gewann zudem vier Doppeltitel, davon einen an der Seite ihrer Schwester Katerina.
1994 ließ sie sich aus der Weltrangliste streichen, sie war zu diesem Zeitpunkt die Nummer 5 der Welt. Ihr letztes Turnier gewann sie 1994 mit einem Finalsieg in Osaka über Iva Majoli. Bei ihrem 41. und letzten Grand-Slam-Auftritt scheiterte sie im Viertelfinale von Melbourne knapp an der damaligen Weltranglistenzweiten Arantxa Sánchez Vicario.

## Turniersiege

### Einzel
| Nr. | Datum              | Turnier      | Kategorie         | Belag             | Finalgegnerin        | Ergebnis         |
| --- | ------------------ | ------------ | ----------------- | ----------------- | -------------------- | ---------------- |
| 1.  | 13. Mai 1984       | Lugano       | WTA               | Sand              | Iva Budařová         | 6:1, 6:1         |
| 2.  | 27. Mai 1984       | Perugia      | WTA               | Sand              | Chris Evert          | 6:3, 6:3         |
| 3.  | 11. August 1984    | Indianapolis | WTA               | Sand              | Lisa Bonder          | 6:4, 6:3         |
| 4.  | November 1984      | Tokio        | Einladungsturnier | Teppich (Halle)   | Hana Mandlíková      | 6:1, 1:6, 6:4    |
| 5.  | 16. Dezember 1984  | Tokio        | WTA               | Teppich (Halle)   | Claudia Kohde-Kilsch | 3:6, 6:4, 6:4    |
| 6.  | 15. Dezember 1985  | Tokio        | WTA               | Teppich (Halle)   | Bonnie Gadusek       | 3:6, 6:4, 6:4    |
| 7.  | 5. April 1987      | Charleston   | WTA               | Sand              | Raffaella Reggi      | 5:7, 6:2, 6:3    |
| 8.  | 30. August 1987    | Mahwah       | WTA               | Hartplatz         | Sylvia Hanika        | 1:6, 6:4, 6:1    |
| 9.  | 6. März 1988       | Wichita      | WTA               | Hartplatz (Halle) | Sylvia Hanika        | 7:65, 7:5        |
| 10. | 12. September 1988 | Phoenix      | WTA               | Hartplatz         | Dinky Van Rensburg   | 6:3, 4:6, 6:2    |
| 11. | 12. März 1989      | Indian Wells | WTA Tier III      | Hartplatz         | Jenny Byrne          | 6:4, 6:1         |
| 12. | 28. Mai 1989       | Genf         | WTA Tier V        | Sand              | Conchita Martínez    | 6:4, 6:0         |
| 13. | 17. Februar 1991   | Linz         | WTA Tier V        | Teppich (Halle)   | Petra Langrová       | 6:4, 7:61        |
| 14. | 26. Mai 1991       | Genf         | WTA Tier IV       | Sand              | Helen Kelesi         | 6:3, 3:6, 6:3    |
| 15. | 29. September 1991 | Bayonne      | WTA Tier IV       | Teppich (Halle)   | Leila Mes’chi        | 4:6, 6:3, 6:4    |
| 16. | 4. Oktober 1992    | Bayonne      | WTA Tier IV       | Teppich (Halle)   | Nathalie Tauziat     | 6:74, 6:2, 6:3   |
| 17. | 28. Februar 1993   | Linz         | WTA Tier III      | Teppich (Halle)   | Conchita Martínez    | 6:2, 1:0 Aufgabe |
| 18. | 10. Oktober 1993   | Zürich       | WTA Tier I        | Teppich (Halle)   | Martina Navratilova  | 6:3, 7:61        |
| 19. | 13. Februar 1994   | Ōsaka        | WTA Tier III      | Teppich (Halle)   | Iva Majoli           | 6:1, 4:6, 7:5    |

### Doppel
| Nr. | Datum            | Turnier       | Kategorie      | Belag           | Partnerin        | Finalgegnerinnen                  | Ergebnis      |
| --- | ---------------- | ------------- | -------------- | --------------- | ---------------- | --------------------------------- | ------------- |
| 1.  | 26. Juli 1985    | Indianapolis  | WTA World Tour | Sand            | Katerina Maleewa | Penny Barg-Mager Paula Smith      | 3:6, 6:3, 6:4 |
| 2.  | 11. Juli 1987    | Knokke-Heist  | WTA World Tour | Sand            | Bettina Bunge    | Kathy Horvath Marcella Mesker     | 4:6, 6:4, 6:4 |
| 3.  | 16. Februar 1991 | Linz          | WTA Tier V     | Teppich (Halle) | Raffaella Reggi  | Petra Langrová Radka Zrubáková    | 6:4, 1:6, 6:3 |
| 4.  | 10. April 1993   | Amelia Island | WTA Tier II    | Sand            | Leila Mes’chi    | Amanda Coetzer Inés Gorrochategui | 3:6, 6:3, 6:4 |

## Abschneiden bei Grand-Slam-Turnieren

### Einzel
| Turnier         | 1982 | 1983 | 1984 | 1985 | 1986  | 1987 | 1988 | 1989 | 1990 | 1991 | 1992 | 1993 | 1994 | Karriere |
| --------------- | ---- | ---- | ---- | ---- | ----- | ---- | ---- | ---- | ---- | ---- | ---- | ---- | ---- | -------- |
| Australian Open | 2    | —    | —    | VF   | n. a. | AF   | —    | —    | —    | 2    | VF   | AF   | VF   | VF       |
| French Open     | 2    | 3    | AF   | VF   | 3     | VF   | 3    | VF   | VF   | 2    | 3    | 3    | —    | VF       |
| Wimbledon       | 2    | 2    | VF   | AF   | AF    | 2    | 1    | —    | 1    | —    | 3    | 2    | —    | VF       |
| US Open         | 3    | 3    | 1    | AF   | VF    | AF   | VF   | VF   | VF   | AF   | HF   | HF   | —    | HF       |

Zeichenerklärung: S = Turniersieg; F, HF, VF, AF = Einzug ins Finale / Halbfinale / Viertelfinale / Achtelfinale; 1, 2, 3 = Ausscheiden in der 1. / 2. / 3. Hauptrunde; Q1, Q2, Q3 = Ausscheiden in der 1. / 2. / 3. Runde der Qualifikation; n. a. = nicht ausgetragen

### Doppel
| Turnier         | 1983 | 1984 | 1985 | 1986  | 1987 | 1988 | 1989 | 1990 | 1991 | 1992 | 1993 | 1994 | Karriere |
| --------------- | ---- | ---- | ---- | ----- | ---- | ---- | ---- | ---- | ---- | ---- | ---- | ---- | -------- |
| Australian Open | —    | —    | AF   | n. a. | —    | —    | —    | —    | AF   | AF   | 2    | AF   | AF       |
| French Open     | 1    | 2    | 2    | VF    | 1    | 2    | 2    | 2    | 2    | 1    | AF   | —    | VF       |
| Wimbledon       | —    | 1    | 1    | 2     | 1    | 1    | —    | 1    | —    | 1    | AF   | —    | AF       |
| US Open         | 1    | 1    | 2    | 1     | 1    | 1    | 2    | 1    | 1    | —    | 1    | —    | 2        |

### Mixed
| Turnier         | 1983  | 1984  | 1985  | 1986  | Karriere |
| --------------- | ----- | ----- | ----- | ----- | -------- |
| Australian Open | n. a. | n. a. | n. a. | n. a. | —        |
| French Open     | 1     | AF    | —     | AF    | AF       |
| Wimbledon       | —     | —     | 2     | 1     | 2        |
| US Open         | —     | S     | AF    | —     | S        |